# 멜라네시아인
멜라네시아인은 멜라네시아의 토착 민족을 말한다. 대부분 파푸아 제어를 사용하나 말루쿠 제도의 말루쿠인과 피지의 피지인은 오스트로네시아족의 언어를 사용한다. 백인과 유전적으로 다르고 모발도 크게 다른데도 금발을 가진 경우가 많다. 연구 결과 코카서스 인종들의 금발 유전자와 다른 원인에 의해 금발이 된 것으로 밝혀졌다.

## 같이 보기
- 파푸아인